# StartForce
StartForce（スタートフォース）は、フュージョン・ネットワークサービスと、StartForce,Inc（アメリカ合衆国カリフォルニア州）との間で開発されていたウェブブラウザ上で動作するデスクトップ環境システムである。

ユーザ登録を行うだけでPersonal版は無料で利用できる。
コンセプトは、『いつでも、どこでも、誰でも、簡単便利「ウェブ上で動くデスクトップ」』。
2011年3月31日に日本国内でのサービスを終了した。

## 概要
Ajaxの技術を駆使し、ウェブブラウザ上で動作するように設計されている。オペレーティングシステム (OS) を問わずにウェブブラウザとインターネット接続環境があれば、世界中どこにいても、同じデスクトップ環境が利用できる。
無料のPersonal版と有料のEnterprise版があり、ここでは主にPersonal版について記載する。
1アカウントあたり1GBのストレージ(ベータテスト中は200MB)と、30日（1ヵ月ではない）あたり4GBのデータ転送サービスが用意されている。
30日間に転送量が4GBを超えると、データのアップロードやダウンロードができなくなるが、後述のスタートフォースメッセンジャーを利用したりすることは可能である。
また、アップロードしたファイルを他人と共有する機能もあり、StartForceアカウントを所持していないユーザとも共有可能である。
2006年5月11日にベータテストサービスが開始され、2008年8月29日に正式サービスが開始された。

ベータテスト中の設定やデータは正式サービスには引き継げなかった。(データは各自手動で移動した。)

## StartForceに搭載されている主なソフト（無料のPersonal版について記載）
- StartForce Writer
ワープロソフト。Windows版をCitrixのCitrix Presentation Serverを利用して呼び出す。
中身はKingsoft Writer 2009 英語版であり、対応ファイル形式も同じである。
- StartForce Spreadsheets
表計算ソフト。Windows版をCitrixのCitrix Presentation Serverを利用して呼び出す。
中身はKingsoft Spreadsheets 2009 英語版であり、対応ファイル形式も同じである。
- StartForce Presentation
プレゼンテーションソフト。Windows版をCitrixのCitrix Presentation Serverを利用して呼び出す。
中身はKingsoft Presentation 2009 英語版であり、対応ファイル形式も同じである。
- Adobe Reader
PDF観覧ソフト。Windows版をCitrixのCitrix Presentation Serverを利用して呼び出す。
中身はAdobe Reader 9.1 英語版である。
- スタートフォースメッセンジャー
インスタントメッセンジャーソフト。
対応プロトコルはMSN、Yahoo!、ICQ、AOL、Google Talk。
数は少ないが外観を変更できるスキンがある。
- システムコンソール
Windows NT系のOSに搭載されているコマンドプロンプトのようなもの。
- オーディオプレイヤー
音楽ファイル再生ソフト。
対応形式はMP3（.mp3）のみ。
- vplayer
映像ファイル再生ソフト。
対応形式はFlash Video（.flv）のみ。
- ウェブブラウザ
StartForce上でWebページを観覧できる
- その他のソフト
電子メールクライアントなどのいろいろなソフトウェアがあり、徐々に追加されつつある。

## 利用できなくなったソフトウェア（無料のPersonal版について記載）
- メディアプレイヤー
スタートフォースデフォルトのメディアプレイヤーだった。
対応形式はWindows Media Playerブラウザプラグインがサポートしている形式の再生が可能であった。
上記ブラウザプラグインを利用するためWindows以外のOSでは利用できなかった。
後継として上述のオーディオプレイヤーが追加されたが、MP3しか再生できなくなってしまった。
- スタートフォースライター
ワードプロセッサソフト。
対応形式はWord（.doc）、リッチテキストファイル（.rtf）、OpenDocument文書（.odt）、テキスト（.txt）、HTML（.html）であった。
後継として上述のStartForce Writerが追加されたが、OpenOffice形式には非対応になってしまった。
- EditGrid
表計算ソフト。
対応形式はExcel(.xls)、OpenOfficeDocument(.sxc)であった。
後継として上述のStartForce Spreadsheetsが追加されたが、OpenOffice形式には非対応になってしまった。
- 計算機（電卓）
簡単な四則演算ができた。
- リバーシ
リバーシのゲームがプレイできた。
- チェス
チェスのゲームがプレイできた。
- ニュースリーダー
RSSなどの自動配信を受信する機能が利用できた。

## 利用できるウェブブラウザについて
Internet ExplorerやFirefox、Safariでは動作するが、Operaでは動作しない(2009年10月現在)。